# البندنيجين
البندنيجين هي اسم لبلدة أو عدة محال متفرقة كانت عامرة في العصر العباسي الأول، وهي من أعمل بغداد.
واسم البلدة يلفظ بلفظ التثنية كما قال ياقوت الحموي مفرده «بدننيج»، وقد خرج من هذه البلدة عدد من العلماء والشعراء ونسبتهم «البندنيجي».